# Nicolas Fuss
Pour les articles homonymes, voir Fuss.
Nicolas Fuss, également appelé Nikolai Fuss ou Niklaus Fuss, né le 30 janvier 1755 à Bâle et mort le 4 janvier 1826 à Saint-Pétersbourg, est un mathématicien suisse. 

## Biographie
Fuss s'installe à Saint-Pétersbourg pour travailler sur recommandation de Daniel Bernoulli comme assistant en mathématiques de Leonhard Euler de 1773 à 1783. Il se marie avec la petite fille du maître, devenu à demi aveugle et l'aide à rédiger près de 250 articles. Il est présent le jour de la mort d'Euler, en compagnie d'Anders Lexell. Avec ce dernier, il apporte alors une contribution importante dans le domaine de la trigonométrie sphérique. Il poursuit ses travaux sur les équations différentielles, la géométrie différentielle, l'optique des microscopes et des télescopes, et la science actuarielle. Il travaille également en géométrie euclidienne, dont sur le problème d'Apollonius.
En 1778, il obtient le Prix de l'Académie des sciences de France pour son travail « Recherche sur le dérangement d'une comète qui passe près d'une planète ». En 1790, Fuss devient professeur de l'école de l'infanterie de Saint-Petersbourg. En 1797, il est élu membre étranger de l'Académie royale des sciences de Suède. De 1800 à 1826, Fuss est secrétaire permanent de l'Académie des sciences de Saint-Pétersbourg.

## Source
- (en) Cet article est partiellement ou en totalité issu de l’article de Wikipédia en anglais intitulé « Nicolas Fuss » (voir la liste des auteurs).